# ويتني بورن
ويتني بورن (بالإنجليزية: Whitney Bourne)‏ هي ممثلة أمريكية، ولدت في 6 مايو 1914 في نيويورك في الولايات المتحدة، وتوفيت في 24 ديسمبر 1988 في بوسطن في الولايات المتحدة.

## وصلات خارجية
- ويتني بورن على موقع IMDb (الإنجليزية)
- ويتني بورن على موقع قاعدة بيانات برودواي على الإنترنت (الإنجليزية)
- ويتني بورن على موقع قاعدة بيانات الفيلم (الإنجليزية)